# Luca Ceppitelli
Luca Ceppitelli, né le 11 août 1989 à Castiglione del Lago en Italie, est un footballeur italien évoluant au poste de défenseur central au FC Südtirol.

## Biographie

### Débuts professionnels
Natif de Castiglione del Lago en Italie, Luca Ceppitelli est formé par l'AC Pérouse Calcio, avec qui il fait ses débuts en Serie C en 2007. Il ne joue qu'un match avec le club avant de rejoindre en 2009 le SS Fidelis Andria.

### Bari et Parme
Le 31 août 2010 le club de l'AS Bari trouve un accord avec le SS Fidelis Andria pour le transfert du joueur. Ceppitelli reste cependant encore une saison au Fidelis Andria.
Ceppitelli découvre la Serie B avec l'AS Bari, jouant son premier match le 5 octobre 2011, lors d'une victoire face au FC Crotone (0-1). Il inscrit son premier but pour Bari face à l'AS Cittadella, le 25 août 2012, en championnat. Son équipe s'impose par deux buts à un ce jour-là.

### Cagliari Calcio
Le 7 août 2014 Luca Ceppitelli est recruté par le Cagliari Calcio. Il découvre enfin la Serie A, jouant son premier match dès la première journée de la saison 2014-2015 face à l'US Sassuolo le 31 août 2014 (1-1). Régulièrement titulaire lors de sa première saison, il joue un total de 27 matchs toutes compétitions confondues mais Cagliari, terminant 18e est relégué à l'issue de la saison.
Il est donc de retour en Serie B lors de la saison 2015-2016, cette fois avec Cagliari. Il joue régulièrement, inscrit son premier but pour le club le 2 novembre 2015 face au Vicenza Calcio (2-0 pour Cagliari) et participe à la remontée direct de son club en Serie A en terminant premier et donc champion de Serie B à l'issue de la saison 2015-2016.
Cagliari termine 11e au classement et se maintient en première division en 2016-2017.
Devenu progressivement un joueur majeur de l'équipe, Ceppitelli se voit même confié le brassard de capitaine, qu'il porte régulièrement depuis 2019.

## Palmarès

### En club
Cagliari
- Championnat d'Italie D2 (1) :
  - Champion : 2015-16.